# Philip Carlo
Philip Carlo (Brooklyn, Nueva York, 18 de abril de 1949 – 8 de noviembre de 2010) fue un periodista y biógrafo estadounidense, autor de las biografías de Thomas Pitera, Richard Kuklinski, Anthony Casso y Richard Ramirez. Carlo padeció esclerosis lateral amiotrófica (ELA), conocida como la "enfermedad de Lou Gehrig". Se le diagnosticó en 2005 y dependía de una silla de ruedas con respirador, pero conservó su capacidad de hablar y continuó escribiendo hasta su muerte. Murió de esta enfermedad el 8 de noviembre de 2010, a los 61 años.

## Biografía
Desde sus primeros años, Philip Carlo estuvo involucrado en actividades de gánsters. Criado en las calles de Brooklyn, Nueva York. En 1964 cuando Carlo tenía 15 años, fue testigo de la muerte a tiros de un amigo cercano a plena luz del día por sicarios de la familia criminal Colombo. Avanzando hacia la inducción en una familia de la mafia del crimen organizado, Carlo se encontró en problemas con la ley. A la edad de 17 años, estuvo involucrado en una pelea de pandillas y recibió un disparo en la frente con una pistola calibre 22.
La pasión de Carlo por los libros finalmente lo alejó del camino criminal. Los trabajos de John Steinbeck, Ernest Hemingway y Charles Dickens, entre otros, ayudaron a Carlo a salir de Brooklyn. A los 19 años, se trasladó a Manhattan y consiguió un trabajo como agente de real state en el Upper West Side. Aunque triunfó, Carlo se alejó del negocio después de nueve años con el objetivo de convertirse en un escritor profesional. A pesar de su enfermedad, a principios de noviembre de 2009, Carlo pudo aparecer en Shovio's Talk Back TV, para hacer preguntas sobre su investigación.
Su primer libro de Carlo fue sobre un asesino en una sala de hospital. Tuvo la idea mientras estaba hospitalizado en Bellevue y una mujer fue asesinada allí. EL libro recibió 125 cartas de protesta y nunca pudo ser publicado. Su segundo libro fue sobre el secuestro y la posterior esclavitud sexual de una niña. Tuvo la idea mientras visitaba Ámsterdam. Carlo quedó impresionado del show de los niños exhibiéndose en los escaparates. El libro Stolen Flower lo publicó Dutton en 1986.
Sus últimos tres libros fueron escritos con la ayuda de Kelsey Osgood, una graduada de la Universidad de Columbia de Brooklyn, quien tomó notas para él debido a su ELA. Su último libro, The Killer Within: In the Company of Monsters (donde comparte su batalla contra el ELA), fue publicado póstumamente en enero de 2011.

## Vida personal
Philip Carlo se casó con Laura Garofalo en diciembre de 2009. Los dos se conocieron en agosto de 2006 después de que Carlo mencionara que uno de sus amigos de la infancia, Manny Garofalo, tenía un hermano, Eddie, que había sido asesinado por orden del subjefe de Gambino, Salvatore Gravano, conocido como Sammy el Toro. Carlo y Manny se reunieron, junto con la sobrina de Manny, la hija de Eddie, Laura Garofalo.

## Obras
No ficción
- The Night Stalker: The Life and Crimes of Richard Ramirez (The True Story of America's Most Feared Serial Killer), Kensington (1996) ISBN 1-57566-030-X
- The Ice Man: Confessions of a Mafia Contract Killer, St. Martin's Press (2006) ISBN 0-312-34928-9
- Gaspipe: Confessions of a Mafia Boss, William Morrow Press (2008) ISBN 978-0-06-142984-2
- The Butcher: Anatomy of a Mafia Psychopath, William Morrow Press (2009) ISBN 978-0-06-174465-5
- The Killer Within: In the Company of Monsters, Overlook Press (2011) ISBN 978-1-59020-431-3

Novelas
- Stolen Flower. (1988) ISBN 0-525-24484-0
- Predators and Prayers. (2005) ISBN 0-8439-5576-7
- Smiling Wolf. (2006) ISBN 0-8439-5678-X